# Ness Point
Ness Point (również jako Lowestoft Ness) – jest najbardziej wysuniętym na wschód punktem Anglii, Wielkiej Brytanii, wyspy Wielkiej Brytanii i archipelagu Wysp Brytyjskich. 

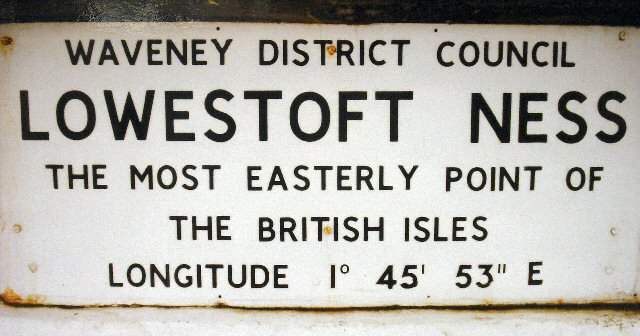
Tabliczka oznaczająca najbardziej wysunięty na wschód punkt Wysp Brytyjskich

Znajduje się w mieście Lowestoft na terenie Anglii, w hrabstwie Suffolk, w dystrykcie East Suffolk. Sam ten punkt znajduje się na wschód od centrum miasta i jest z widokiem nad Morzem Północnym. Posiada tzw. znacznik kierunkowy (Euroscope), oznaczający lokalizacje miast w innych krajach i ich odległość od Ness Point.
Punkt znajduje się w pobliżu latarni morskiej Lowestoft.